# 첸치천
첸치천(錢其琛, 전기침, 1928년 1월 5일 ~ 2017년 5월 9일)은 중화인민공화국의 정치인 겸 외교관으로 1988년 4월부터 1998년 3월까지 외교부장, 1993년부터 2003년까지 국무원 부총리를 지냈다.

## 어린 시절
본적은 상하이이며, 청나라의 역사가 첸다신의 후손으로 톈진에서 태어났다. 1942년부터 1945년까지 상하이에 있는 다둥 대학 부속 고등학교에서 수학하였다.

## 경력
14세의 나이로 중국 공산당에 입당하였다. 1945년부터 1949년까지 다궁바오 신문을 위해 일하고, 중화인민공화국의 설립 후 당 위원회의 일원과 상하이의 쉬후이 구, 창닝 구와 양푸 구의 중국 공산주의 청년단의 서기였다.
첸치천은 소련으로 떠나 1954년부터 1955년까지 모스크바에 있는 콤소몰 중앙 학교에서 수학하였고, 1963년까지 모스크바에서 외교관으로 일하였다. 그는 잇따라서 중화인민공화국 대사관의 부서기, 해외 중국인 학생국의 국장, 고등 교육부의 대외국의 부총장과 대사관의 상담자를 지냈다.
문화대혁명이 일어나는 동안에 그는 박해되었고 1966년부터 1972년까지 오칠 수용소로 보내져 노동을 하였다. 자신의 정치적 복귀 후에 첸치천은 기니 주재 대사(1974 ~ 76)를 지냈고, 기니비사우 주재 대사(1974 ~ 75)를 겸하였다. 1977년 외교부에 일하러 가 부부장(1982 ~ 83)과 정식부장(1988 ~ 98)을 맡았다. 그는 1993년부터 2003년
은퇴할 때까지 리펑과 주룽지 총리들 아래서 국무원 부총리였다.
1977년부터 1982년까지 외교부의 정보국 국장을 지내는 동안 그는 대변인의 법을 제의하고 외교부의 초대 대변인이 되었다.

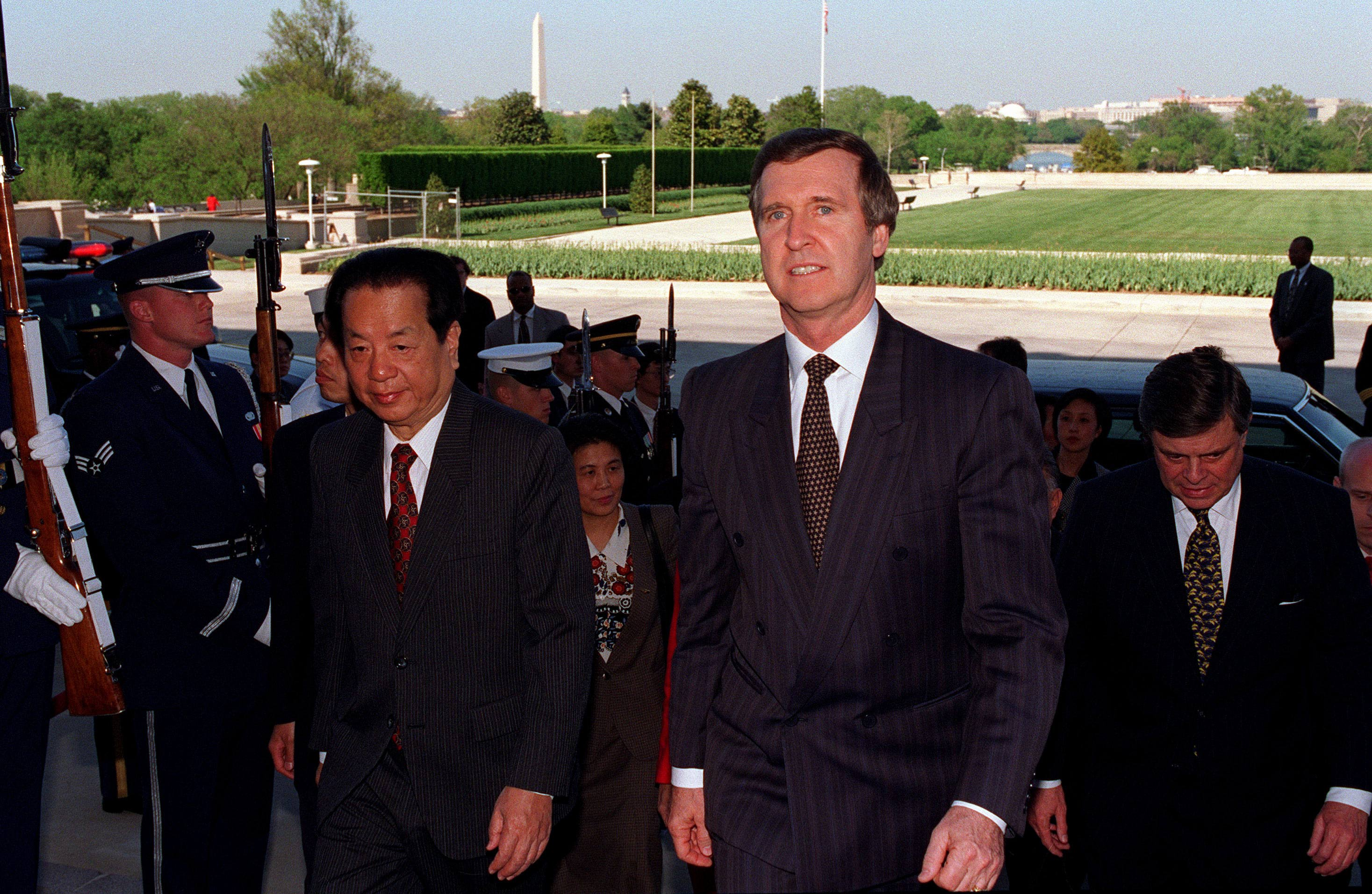
펜타곤에 도착한 첸치천

외교부장으로서 첸치천은 장쩌민 정부의 외교 정책을 구체화하는 비평적 역할을 하였고, 홍콩과 마카오의 중화인민공화국 주권으로 반환을 다루는 주요 인물이었다. 그는 또한 1989년 톈안먼 사건 후 어려운 시기 동안에 중화인민공화국의 서방과 관계들의 정상화를 다루는 핵심 인물이기도 하였다.
그는 아세안의 이벤트에 참석하는 데 중화인민공화국의 첫 외교관이었으며, 말레이시아에서 열린 1991년 아세안 외무장관 회의에 참석하러 갔다. 이 일은 중화인민공화국이 처음 정식으로 아세안을 제정으로 인정하고 아세안 자유 무역 지대 기구와 아세안-중국 자유 무역 지대 같은 미래의 아세안-중국 협동 기구를 위하여 기초를 놓은 특정을 지었다.
첸치천은 12회와 15회 중국공산당 중앙위원회, 14회와 15회 중국공산당 중앙정치국의 일원이었다.
2005년 1월 중국-몽골 간의 관계에 자신의 공헌으로 몽골 최고 명예상을 수상하였다.

## 개인 생활
첸치천은 러시아어와 영어에 능통하였고, 프랑스어를 조금 이해하였다. 저우한충과 결혼하여 슬하 1남 1녀를 두었다.

## 사망
2017년 5월 9일 89세의 나이로 베이징에서 사망하였다.
| 전임 우쉐첸 | 제7대 중화인민공화국 외교부장 1988년~1998년 | 후임 탕자쉬안 |